# Type 21 (frégate)
Pour les articles homonymes, voir Type 21.
Les frégates de type 21, ou de classe Amazon étaient des bâtiments d'escorte polyvalent de la Royal Navy. Ils ont été conçus dans les années 1960, construits dans les années 1970 et essentiellement utilisés entre 1980 et 1990. Après la Royal Navy les navires encore en service ont été vendus au Pakistan.

## La guerre des Malouines

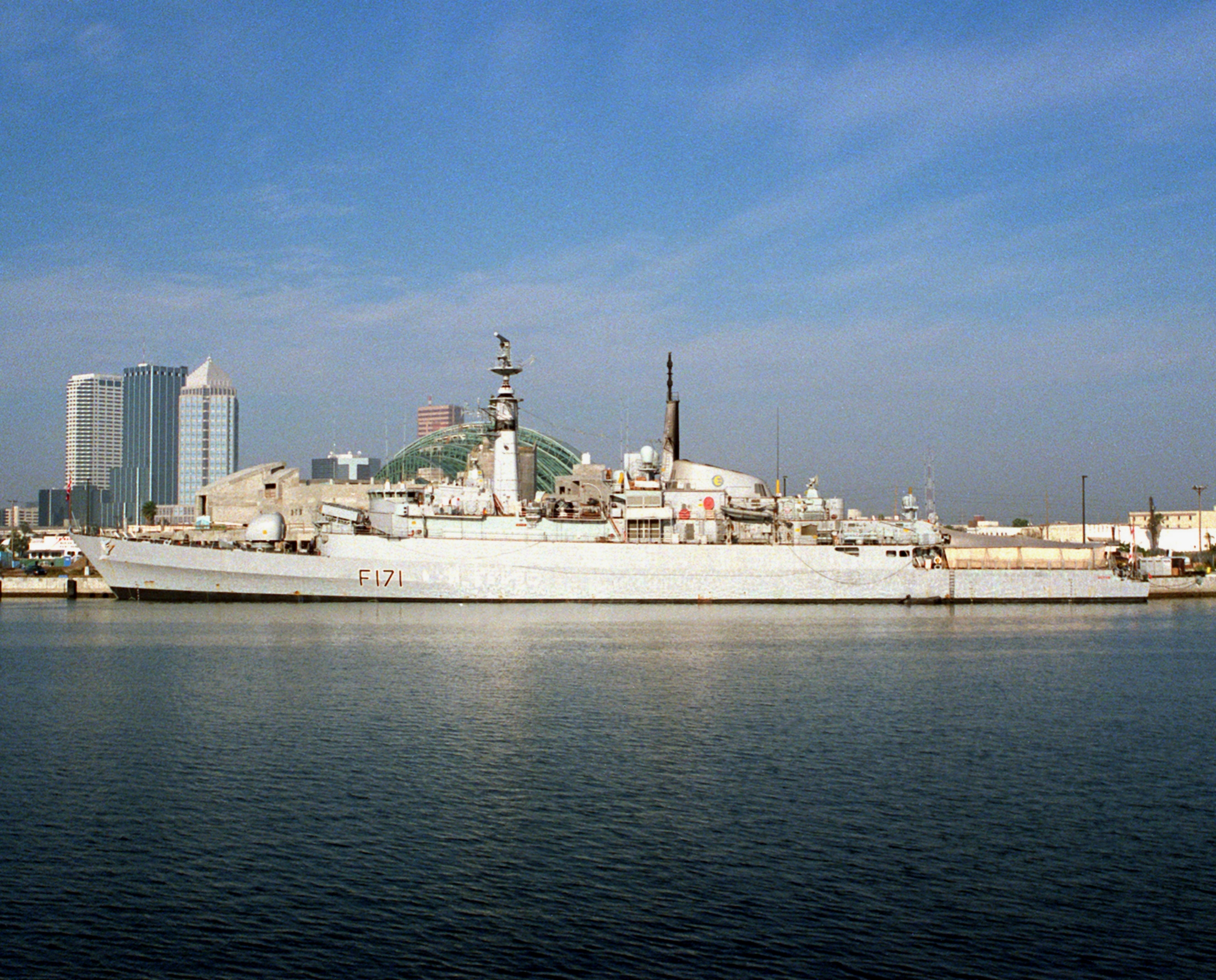
Le HMS Active a participé à la guerre des Malouines

Durant la guerre des Malouines tous les types 21 (excepté Amazon (en)) y ont pris part, intégrés dans le 4th Frigate Squadron (en).
Ils étaient extrêmement impliqués dans les tâches de bombardements des côtes, fournissant un feu soutenu et puissant. Le 10 mai 1982 le HMS Alacrity et le HMS Arrow sondèrent et cherchèrent des mines dans le Détroit des Falkland qui pourraient empêcher d'éventuels opérations armées. Le 11 mai, le Alacrity engagea, et coula un navire argentin, faisant 15 morts parmi l'équipage attaqué. Deux navires furent perdus : le HMS Ardent touché par un missile aérien argentin, et, le HMS Antelope.

## Liste des navires
| Pennant number | Nom            | Sort                                                              | Image                                        |
| -------------- | -------------- | ----------------------------------------------------------------- | -------------------------------------------- |
| F 169          | Amazon (en)    | Au Pakistan                                                       | HMS Amazon (F 169) during Exercise RIMPAC 86 |
| F 170          | Antelope (en)  | Bombardé par un A-4 Skyhawk le 23 mai 1982, coulé le jour d'après | HMS Antelope (F170) MOD 45140138             |
| F 172          | Ambuscade (en) | Au Pakistan                                                       |                                              |
| F 173          | Arrow (en)     | Au Pakistan                                                       | HMS Arrow (F173) underway c1982              |
| F 171          | Active (en)    | Au Pakistan                                                       | HMS Active (F171) at Tampa Bay in 1994       |
| F 174          | Alacrity       | Au Pakistan                                                       |                                              |
| F 184          | Ardent         | Bombardé par un A-4 Skyhawk le 21 mai 1982, coulé le jour suivant |                                              |
| F 185          | Avenger (en)   | Au Pakistan                                                       | HMS Avenger (F185) at Tampa Bay 1992         |